# Nekoda Smythe-Davis
Nekoda Smythe-Davis (née le 22 avril 1993 à Londres) est une judoka britannique concourrant dans la catégorie des moins de 57 kg. Elle est détentrice d'une médaille mondiale, le bronze en 2017. Elle remporte également la médaille d'or aux Jeux du Commonwealth de 2014.

## Biographie
En 2014, elle remporte la médaille d'or aux Jeux du Commonwealth à Glasgow dans la catégorie des moins de 57 kg en s'imposant face à Stephanie Inglis. En 2016, elle obtient une deuxième place au Grand Slam de Bakou, battue par la Japonaise Tsukasa Yoshida. Elle est éliminée au deuxième tour par la Française Automne Pavia lors du tournoi des Jeux olympiques de Rio de Janeiro.
Blessée, elle doit se faire opérer au pouce et au poignet. Elle dispute seulement le tournoi de Tbilissi avant les championnats du monde 2017 à Budapest. Elle remporte la médaille de bronze  dans la catégorie des moins de 67 kg. Tout d'abord éliminée en quarts de finale par la Française Hélène Receveaux, elle remporte le match pour la troisième place, son adversaire Miryam Roper déclarant forfait au cours du combat.

## Palmarès

### Compétitions internationales
| Année | Compétition           | Lieu     | Résultat | Catégorie      |
| ----- | --------------------- | -------- | -------- | -------------- |
| 2014  | Jeux du Commonwealth  | Glasgow  | 1re      | Moins de 57 kg |
| 2017  | Championnats du monde | Budapest | 3e       | Moins de 57 kg |
| 2018  | Championnats du monde | Bakou    | 2e       | Moins de 57 kg |

### Tournois Grand Chelem et Grand Prix
| Année | Compétition             | Lieu       | Résultat | Catégorie      |
| ----- | ----------------------- | ---------- | -------- | -------------- |
| 2014  | Grand Prix d'Astana     | Astana     | 3e       | Moins de 57 kg |
| 2015  | Grand Prix Samsun       | Samsun     | 3e       | Moins de 57 kg |
| 2015  | Grand Prix Zagreb       | Zagreb     | 1re      | Moins de 57 kg |
| 2015  | Grand Chelem de Bakou   | Bakou      | 2e       | Moins de 57 kg |
| 2015  | Grand Prix de Jeju      | Jeju       | 2e       | Moins de 57 kg |
| 2016  | Grand Prix Düsseldorf   | Düsseldorf | 3e       | Moins de 57 kg |
| 2016  | Grand Prix Samsun       | Samsun     | 3e       | Moins de 57 kg |
| 2016  | Grand Chelem de Bakou   | Bakou      | 2e       | Moins de 57 kg |
| 2017  | Grand Prix Zagreb       | Zagreb     | 2e       | Moins de 57 kg |
| 2017  | Grand Slam d'Abou Dhabi | Abou Dhabi | 3e       | Moins de 57 kg |
| 2018  | Tournoi de Paris        | Paris      | 3e       | Moins de 57 kg |
| 2018  | Grand Chelem Düsseldorf | Düsseldorf | 1re      | Moins de 57 kg |
| 2019  | Grand Prix Tel Aviv     | Tel Aviv   | 3e       | Moins de 57 kg |
| 2019  | Grand Prix Zagreb       | Zagreb     | 3e       | Moins de 57 kg |